# Amadeu VII de Savoia
Amadeu VII de Savoia, anomenat el Comte Roig, (Chambéry, Savoia 1360 - íd. 1391) fou el comte de Savoia entre 1383 i 1391.

## Antecedents familiars
Va néixer el 24 de febrer de 1360 a la ciutat de Chambéry fill del comte Amadeu VI de Savoia i Bona de Borbó. Era net per línia paterna d'Aimone de Savoia i Violant de Montferrat, i per línia materna del duc Pere I de Borbó i Isabel de Valois.
El seu sobrenom el Comte Roig prové a l'ús del color vermell en la seva vestimenta, igual que el seu pare fou conegut com el Comte Verd per l'ús d'aquest color.
Va morir l'1 de novembre de 1391 a la ciutat de Chambéry.

## Ascens al tron comtal
El 1383, a la mort del seu pare, fou nomenat comte de Savoia, si bé tingué la regència de la seva mare Bona de Borbó durant aquell any.
El 1388, a la mort de Joana I de Nàpols, aconseguí apoderar-se del Comtat de Niça, el qual annexà als seus dominis.

## Núpcies i descendents
Es va casar el 18 de juny de 1377 a la ciutat de París amb Bona de Berry, filla del duc Joan I de Berry i Joana d'Armanyac, i neta per part de pare de Joan II de França. D'aquesta unió nasqueren:
- Amadeu VIII de Savoia (1383-1451), comte i duc de Savoia i posteriorment nomenat antipapa amb el nom de Fèlix V
- Bona de Savoia (1388-1432), casada el 1403 amb Lluís del Piemont
- Joana de Savoia (1392-1460), casada el 1411 amb Joan Jaume de Montferrat